# Texas Panhandle

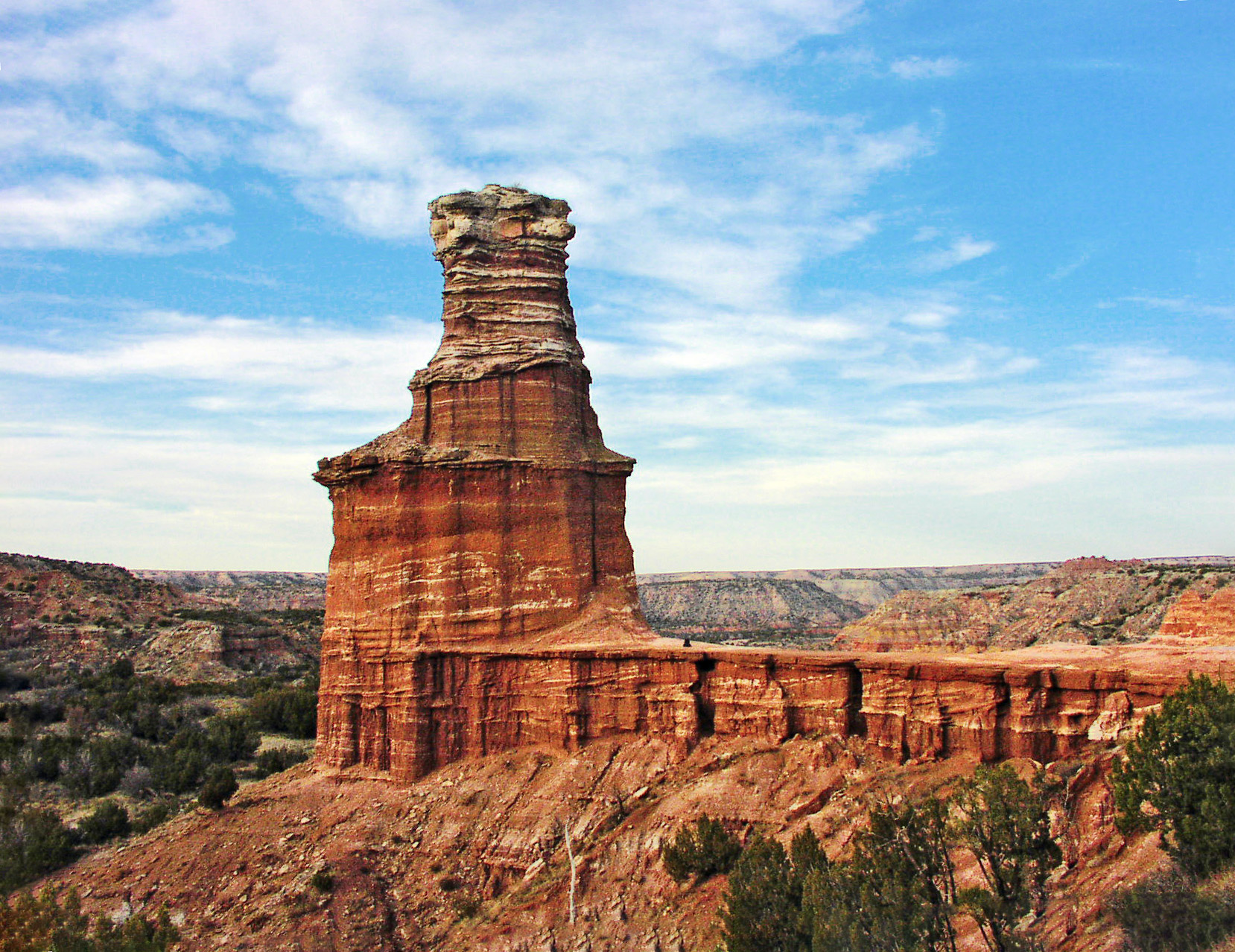
Pirâmide de terra O Farol, no cânion de Palo Duro, no Texas Panhandle.

O Texas Panhandle (literalmente "Cabo de Frigideira do Texas") é uma região do estado do Texas, nos Estados Unidos da América, que inclui os 26 condados mais setentrionais do estado. Tem uma forma de cabo de frigideira e é rectangular, limitando com o Novo México a oeste e o Oklahoma a norte (Oklahoma Panhandle) e a leste. Tem 66 884 km² de área (mais 163 km² de água) o que faz cerca de 10 % da área do Texas. Cerca de 402 862 habitantes aí residem (1,93 % da população total do Texas), mais de metade dos quais na cidade de Amarillo, a maior da zona.
Panhandle é também o nome de uma cidade no Condado de Carson, no centro do panhandle do Texas.

## Condado
- Condado de Armstrong
- Condado de Briscoe
- Condado de Carson
- Condado de Castro
- Condado de Childress
- Condado de Collingsworth
- Condado de Dallas
- Condado de Deaf Smith
- Condado de Donley
- Condado de Gray
- Condado de Hall
- Condado de Hansford
- Condado de Hartley
- Condado de Hemphill
- Condado de Hutchinson
- Condado de Lipscomb
- Condado de Moore
- Condado de Ochiltree
- Condado de Oldham
- Condado de Parmer
- Condado de Potter
- Condado de Randall
- Condado de Roberts
- Condado de Sherman
- Condado de Swisher
- Condado de Wheeler